# 山口左七郎
山口 左七郎（やまぐち さしちろう、1849年7月12日（嘉永2年5月23日） - 1912年（明治45年）2月21日）は、日本の政治家、実業家。衆議院議員（立憲自由党）。

## 略歴
相模国足柄上郡金子村（現・神奈川県足柄上郡大井町）に間宮若三郎の次男として生まれる。1871年（明治4年）に大住郡上粕屋村の山口作助の養子となる。1875年（明治8年）に上粕屋村戸長、1878年（明治11年）に大住・淘綾両郡の初代郡長に就任する。国会開設運動を支援し、1881年（明治14年）に県令野村靖と衝突して郡長を辞任し、自由民権結社湘南社社長に就任する。
1882年（明治15年）に自由党に入党し、1886年（明治19年）に神奈川県会議員に当選し、1890年（明治23年）に第1回衆議院議員総選挙に出馬し、当選する。1892年（明治25年）に高部屋村の村会議員に当選し、有志とともに善波山に共同牧場を設ける。その後、相模銀行を設立して監督を務め、1896年（明治29年）に伊勢原銀行を設立し頭取を務めた。

## 親族
- 長男 山口左一（実業家、衆議院議員）[1]